# Boitshoucke
Boitshoucke, en néerlandais Booitshoeke, est une section de la ville belge de Furnes située en Région flamande dans la province de Flandre-Occidentale. C'était une commune à part entière avant la fusion des communes de 1971.

## Histoire
Boitshoucke fut créée en paroisse en 1190, après avoir dépendu de Wulpen. Une des plus vieilles mentions du lieu remonte à 1239, comme Boidenkinshoucke. Jusqu'en 1566, il appartenait au diocèse de Thérouanne, avant d'être rattaché au diocèse d'Ypres. Le village fut pillé par l'armée espagnole en 1659.
Sur la carte de Ferraris de 1777 le village est nommé Boitshoucke. L'église avec le cimetière se trouvait sur un domaine entouré de fossés sur trois côtés. Juste à côté, il y avait deux fermes entièrement entourée de douves et accessibles uniquement par un pont en bois. Tous les autres bâtiments étaient loin de l'église, c'étaient que des fermes dans un paysage des prairies et de marécages. La paroisse comptait seulement 25 habitations.
En 1801, après l'abolition du diocèse de Bruges la paroisse fut rattachée au diocèse de Gand, jusqu'en 1807, la paroisse fut abolie et rejoignit Avekapelle. Après le rétablissement du diocèse de Bruges en 1834, la paroisse fut refondée en 1846.

## Démographie

### Évolution démographique
- Sources : INS, Rem. : 1831 jusqu'en 1970 = recensements[2].

## Référence
- (nl) Cet article est partiellement ou en totalité issu de l’article de Wikipédia en néerlandais intitulé « Booitshoeke » (voir la liste des auteurs).

1. ↑  https://statbel.fgov.be/fr/open-data/population-par-secteur-statistique-10
2. ↑  https://bib.kuleuven.be/ebib/project-belgische-historische-tellingen